# Emil Muller
Emil Joseph Muller (* 19. Februar 1891 in Paterson, New Jersey; † 25. Februar 1958) war ein US-amerikanischer Diskuswerfer.
Bei den Olympischen Spielen 1912 in Stockholm wurde er Zwölfter im Diskuswurf und Sechster im beidarmigen Diskuswurf.
Viermal wurde er US-Meister (1912–1914, 1918). Seine persönliche Bestleistung von 43,29 m stellte er am 2. Oktober 1916 in Elizabeth auf.